# Joniškis
Joniškis är en stad i Šiauliai län i Litauen, 78 kilometer söder om den litauisk-lettiska gränsstationen vid Eleja. Den är huvudort i kommunen Joniškis.

## Politik och geografi[2]
Joniškio rajono (på svenska motsvarande "Joniskis kommun") har 26 609 invånare (2014). Av dessa bor 9548 i själva stadskärnan, medan återstoden bor i omkringliggande byar och landsbygd (17 061). Borgmästare är Gediminas Čepulis (2018), som representerar det litauiska partiet Liberala rörelsen.
Kommunen täcker 1552 kvadratkilometer, norr om staden Šiauliai i norra Litauen. Joniškis är indelat i stadsdelsområden med egna styrelser eller byråd (Seniūnios, ung. äldreskap), där Joniškio seniunija utgör centralortens stadsdelsområde, och de övriga utgörs av Gaizaiciai, Gatauciai, Kepaliai, Kriukai, Rudiskiai, Saugelaukis, Satkunai, Skaistgirys och Zagare. I den traditionella litauiska landskapsindelningen, där landet delas upp i fyra etnografiska regioner, ligger Joniškis regionen på gränsen mellan Žemaitija (Samogotien) och Aukštaitija (högländerna) på ett sådant sätt att västra Joniškis anses höra till Samagotien medan den östra delen av kommunen hör till högländerna.
Regionen är en jordbruksregion och ingår ett område av särskilt produktiv jordbruksmark som har sitt centrum i norra till mellersta Litauen. 

## Sport
- FK Saned eller Sanedo SK – fotbollsklubb.
- FK Saned (damer) – fotbollsklubb.
- Joniškio miesto stadionas – stadion.[4]

## Vänorter
Joniškis har sju vänorter:
- Alūksne, Lettland
- Dobele, Lettland
- Kapyl, Vitryssland
- Konin, Polen
- Sulingen, Tyskland
- Vimmerby, Sverige
- Võru, Estland

## Kända personer från Joniškis
- Laurence Harvey (1928–1973), brittisk skådespelare